# کوسه سرخو
کوسه سرخو، کوسه دسته‌ای یا کوسه بال‌سوپی (نام علمی: Galeorhinus galeus) نام یک گونه از راسته زمین‌کوسه‌سانان است.